# معركة مستنقع هدجلي
معركة مستنقع هدجلي (بالإنجليزية: Battle of Hedgeley Moor)‏ هي إحدى معارك حرب الوردتين وقعت في 25 أبريل من عام 1464م في مستنقع هدجلي شمال قرية غلانتون بنورثمبرلاند، إنجلترا. انتهت بفوز جيش يورك بقيادة جون نيفيل، مركيز مونتاغو الأول.